# Gimme the Prize
Gimme the Prize (Kurgan's Theme) (Dame El Premio (Tema de Kurgan)) es una canción escrita por Brian May, guitarrista de la banda de rock inglesa Queen como parte de su disco del álbum A Kind of Magic en 1986. Junto con Don't Lose Your Head son las únicas canciones del disco en no haber sido lanzadas como sencillo.
Las líneas de la canción "I have something to say : It's better to burn out than to fade away" y "There can be only one" son mencionadas por los actores Clancy Brown (The Kurgan) y Christopher Lambert (Connor MacLeod).
Freddie Mercury y John Deacon odiaban esta canción.

## Actuaciones en vivo
Nunca fue tocada esta canción en vivo en los conciertos ni en las giras por Queen.

## Créditos
- Escrita por: Brian May

- Producida por: Queen y David Richards
- Músicos:

- Freddie Mercury: voz
- Brian May: guitarras
- John Deacon: bajo
- Roger Taylor: batería

- Datos: Q3106669